# Hans Fabian Wullenweber
Hans Fabian Wullenweber (* 24. Mai 1967 in Roskilde) ist ein dänischer Regisseur, Drehbuchautor und Filmproduzent.

## Leben
Seine Examensarbeit an der dänischen Filmhochschule war 1997 der Kurzfilm Der Junge im Himmel (Drengen i himlen). Danach arbeitete Wullenweber mehrere Jahre in England und erhielt dort ein Diplom für internationale Filme. In Dänemark drehte Wullenweber anschließend mehrere Werbefilme und Musikvideos.
Seinen Durchbruch als Filmschaffender hatte er mit dem Kinderfilm Kletter-Ida aus dem Jahr 2002, bei dem er die Regie führte und am Drehbuch mitarbeitete. Dieser Film erhielt acht Auszeichnungen, unter anderem einen gläsernen Bären auf der Berlinale 2002.
Wullenweber war einige Jahre lang mit der Schauspielerin Susanne Juhasz liiert.

## Filmografie
- 1997: Der Junge im Himmel (Drengen i himlen)
- 2000: Außen vor (Udenfor)
- 2002: Kletter-Ida (Klatretøsen)
- 2003: Tvilling
- 2006: Cecilie
- 2007: Kommissarin Lund – Das Verbrechen (TV)
- 2009: Kommissarin Lund II (TV)
- 2012: Kommissarin Lund III (TV)